# Saksońska czajka

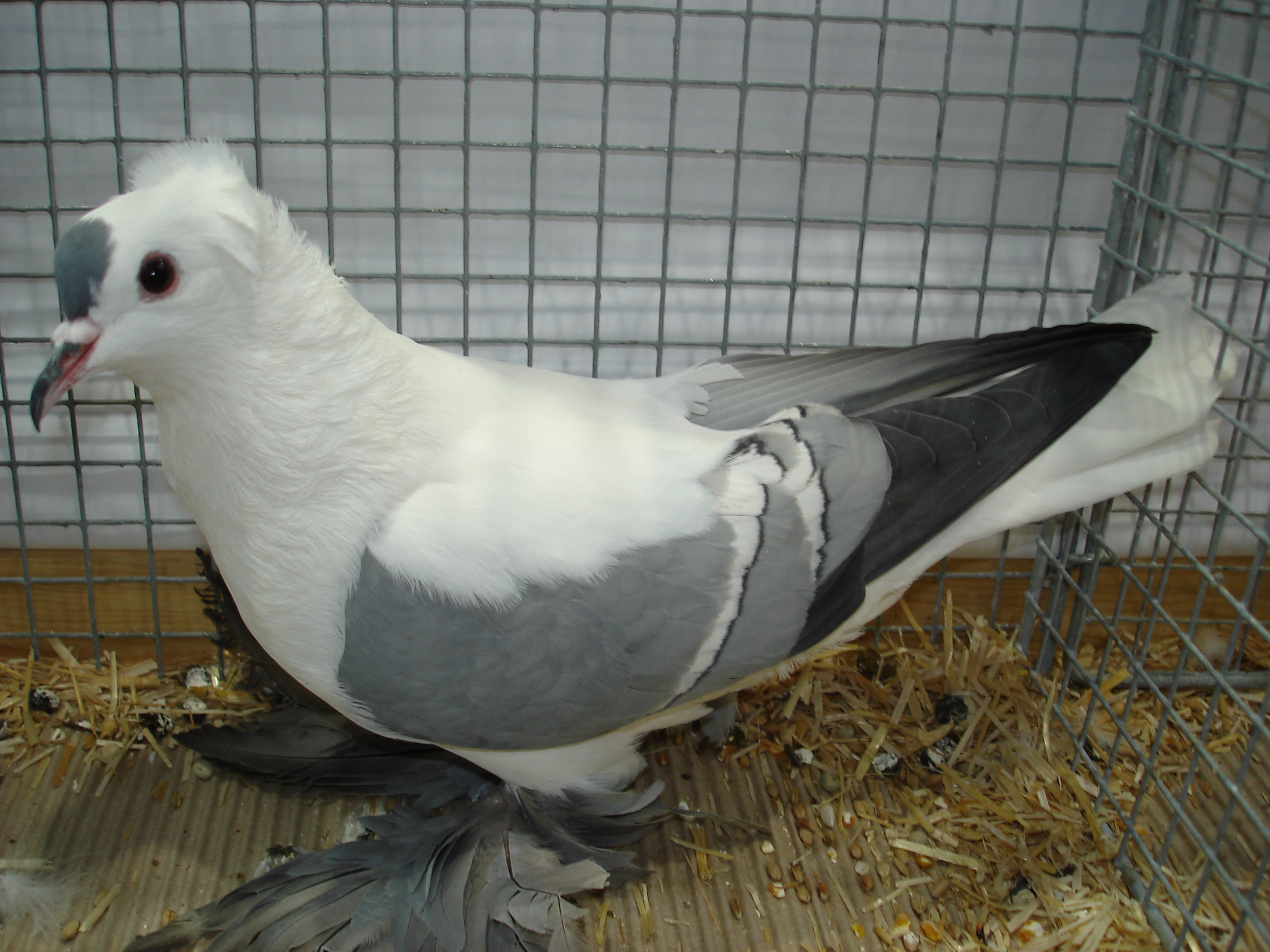
Saksońska czajka

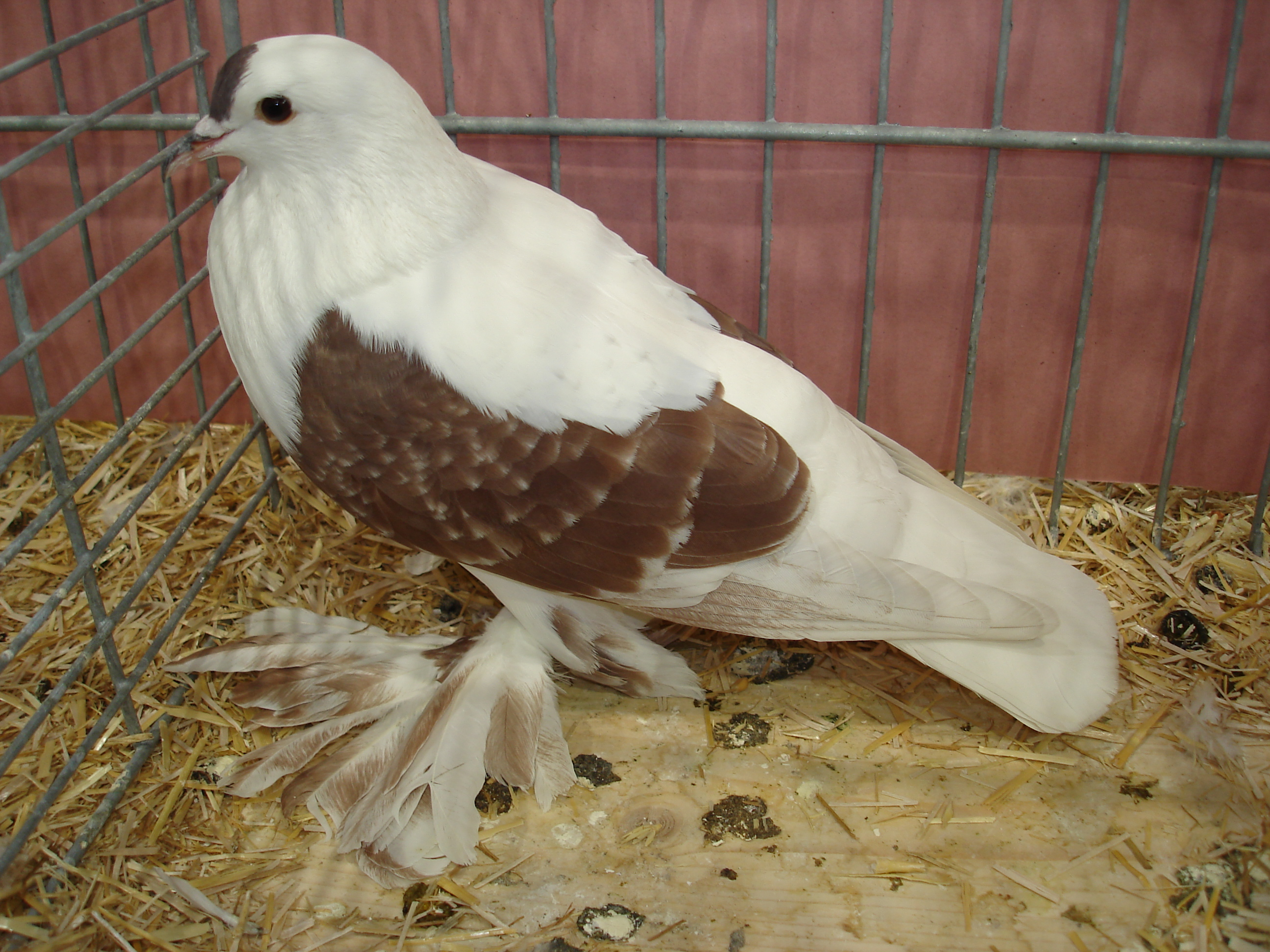
Saksońska czajka (ryżowa)

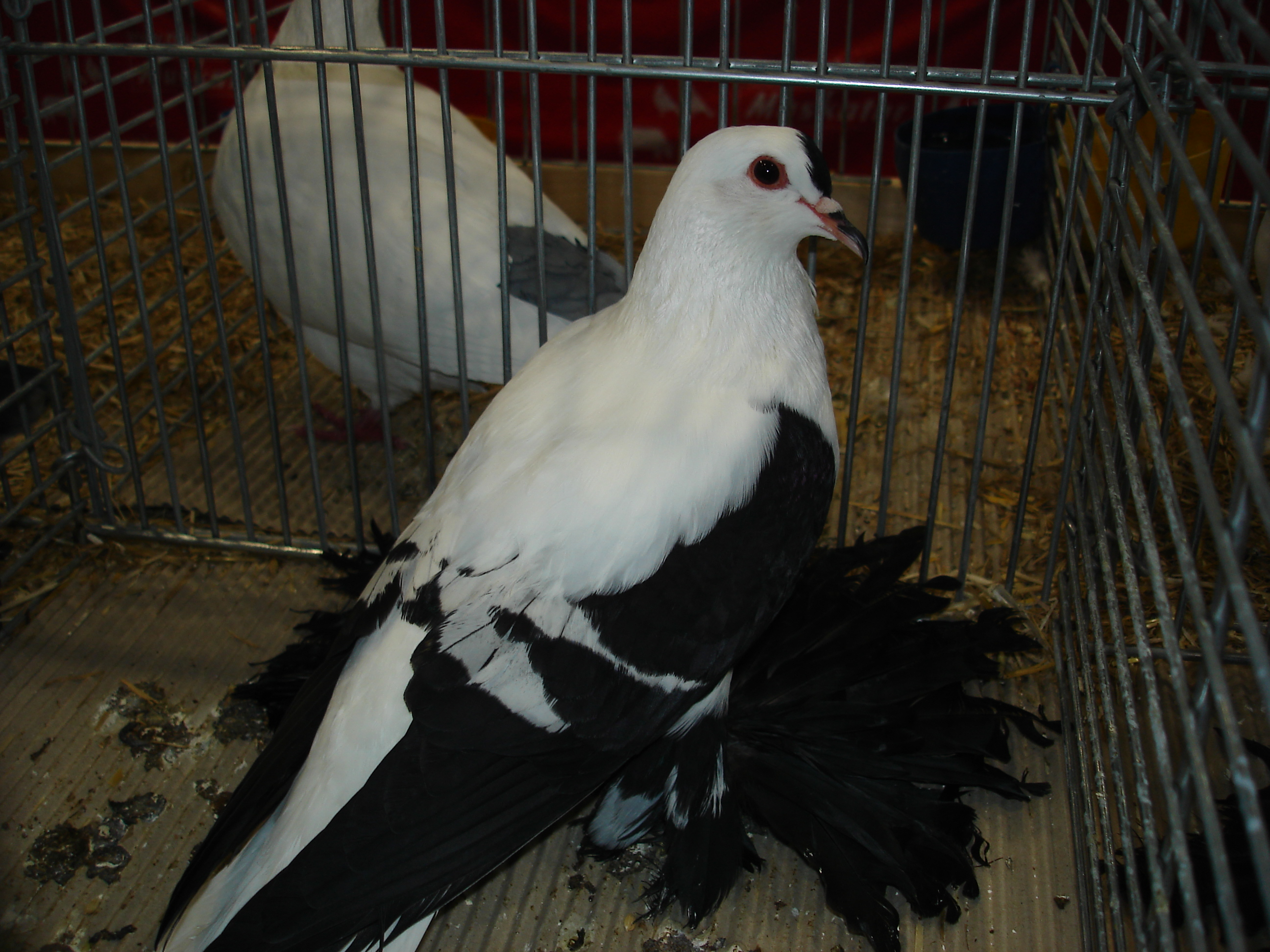
Saksońska czajka (śląska)

Saksońska czajka – rasa gołębia domowego.

## Pochodzenie
Czajkami nazywa się gołębie, należące do 5. grupy (barwne). Posiadają one na czole barwną plamkę i kolorowe skrzydła. W Niemczech najbardziej znane są czajki turyńskie oraz czajki saksońskie, mniej zaś czeskie. W Niemczech czajkami czeskimi nazywa się czajki z na przemian białymi i kolorowymi piórami na tarczach skrzydeł. Posiadają one w Niemczech, jak i w Polsce odrębny od czajek saksońskich wzorzec. 
Dzisiaj czajkami saksońskimi nazywa się pewne lokalne rasy, które jeszcze niedawno posiadały swoje odrębne nazwy. Do saksońskich czajek zalicza się właściwą czajkę saksońską, wyhodowaną w Saksonii, głównie w Górnych Rudawach, ale także czajkę ryżową, wyhodowaną w Łużycach Górnych oraz czajkę śląską. E. A. Terlecki w swojej książce pt. Chów gołębi, wydanej w 1907 roku we Lwowie, nazywa gołębie z czółkiem i barwnymi skrzydłami jaskółkami z naczółkiem i uważa, że są to gołębie śląskie. S. Péterfi (Chów gołębi, 1977) rozróżnia między czajkami czeskimi, saksońskimi i czajkami śląskimi. Wszystkie one mają  – według Péterfiego duże, bogate w pióra łapcie. Obecnie – według współczesnego wzorca (niemieckiego i polskiego) –  obok czajki czeskiej z na przemian białymi i kolorowymi piórami, istnieje tylko czajka saksońska. Dawna czajka śląska, bez koronki, a także czajka ryżowa, została włączona do wzorca czajki saksońskiej. Jednakże często się zdarza, że w Niemczech wśród hodowców rozróżnia się jeszcze tradycyjnie pomiędzy czajką saksońską, zawsze z koronką, a czajką śląską, zawsze bez koronki. Łużyczanie zaś z dumą mówią o swojej czajce, nazwanej w polskim wzorcu, czajką ryżową. Kiedyś występowały także czajki bez czółka, jednakże współczesny wzorzec taką odmianę wyklucza. 
Nazwa czajka nie jest ekwiwalentem niemieckiej nazwy Flügeltaube. Gołębie z kolorowym czółkiem i skrzydłami nazywa się czajkami za Czechami, którzy nazywają gołębia z czółkiem i kolorowymi skrzydłami čejka.

## Budowa
Czajka saksońska jest silnym, o niskiej postawie gołębiem typu polnego. Głowa czajki jest nieco wydłużona, wyraźnie wysklepiona, a czoło umiarkowanie wysokie. Według wzorca czajka saksońska może mieć stojącą koronkę, wyraźnie zakończoną rozetami, albo może być gładkogłowa (czajka śląska oraz czajka ryżowa). Koronka musi być gęsta, bez ubytków, stojąca i możliwie równa. Słabo rozwinięta koronka, w dodatku bez rozet, lub krzywo osadzona, jest poważną wadą. W głowie na tle białych piór wyraźnie dostrzegalne są żywe, ciemne oczy, obrzeżone brwią. Brew może być cielista, jednakże u odmiany czarnej, czerwonej i żółtej powinna być czerwona. 
Saksońska czajka ma dziób średniej wielkości. Dolna część dzioba bezwzględnie musi być koloru cielistego, jednakże górna część dzioba u czarnych czarna, u niebieskich ciemna, u czerwonych i żółtych koloru cielistego, u niebieskopłowych i grochowych niebieskopłowych jasnorogowa. Jakiekolwiek odchylenia od tej zasady, a więc głównie plamista dolna część dzioba oraz plamki na dziobie u czerwonych i żółtych na górnej części dzioba, uważa się za duży błąd.
Jeśli saksońska czajka ma być silnym, o niskiej, zwartej postawie gołębiem typu polnego. Szyja z dobrze zaokrąglonym podgardlem musi być średniej długości, dobrze wypełniona i szeroka, pierś zaś wysklepiona, nieco wysunięta do przodu. Długa i wąska szyja, zapadnięta pierś są wadą dyskwalifikującą gołębia.  
Plecy saksońskiej czajki są stosunkowo długie i szerokie, szczególnie w ramionach i lekko opadające. Ponieważ skrzydła powinny być także długie, silne, przede wszystkim szerokie, a ogon zwarty, to oznacza że gołąb ten jest harmonijnie zbudowany, chociaż krępy, silny, stojący na niskich, szeroko rozstawionych nogach. Nogi, wraz z udami muszą być zawsze upierzone, upierzenie zaś nóg tworzy szerokie, bogate w pióra łapcie. Braki w upierzeniu łapci, lub krótkie pióra w łapciach uważa się za duży błąd.

## Kolor i rysunek
Podobnie jak u turyńskiej czajki, podstawowym kolorem u czajki saksońskiej jest zdecydowana biel. Kolorowe są: czółko, łapcie i skrzydła z wyjątkiem piór na ramionach, które tworzą szerokie, zaokrąglone białe serce na plecach. Łapcie powinny być zdecydowanie kolorowe, ale pióra na udach muszą być białe. Kilka kolorowych piór na udach nie uznaje się za wadę. Czółko powinno być wąsko osadzone przy biało przypudrowanych, gładkich woskówkach, ale ku górze rozszerzające się, a więc w kształcie gruszki. Sięgać może najwyżej środka oczu, natomiast nie może bokami dotykać brzegów brwi.
U czajki saksońskiej – również  jak u czajki turyńskiej, chociaż może w nieco mniejszym stopniu – spotyka się z bogactwo kolorów. Saksońskie czajki hodowane są w następujących, podstawowych kolorach: czarnym, czerwonym, żółtym i niebieskim. Wymaga się, aby kolory były zdecydowane, czyste i nasycone, bez jakichkolwiek niewłaściwych odcieni. Czajki czarne, żółte, czerwone i niebieskie mają białe pasy na skrzydłach. Takie są najbardziej popularne. Czajki niebieskie mogą też być z czarnymi, a niebieskopłowe z ciemnymi pasami. Ale występują także czajki czarne, czerwone, żółte, niebieskie i niebieskopłowe bez jakichkolwiek pasów. Dawniej czajki niebieskopłowe nazywano czajkami srebrnymi (np. H. Marks, Farbentaube, 1973; oraz  S. Petržilka, M. Tyllar, Holuby, 1995). Obecnie wzorzec mówi o czajkach niebieskopłowych.
Często spotykane są także saksońskie czajki z białymi łuskami na skrzydłach. Czarne łuskowate obowiązkowo powinny mieć rysunek zięby na lotkach. Ponadto niebieskie i niebieskopłowe czajki mogą mieć tarcze grochowe. Od pewnego czasu na wystawach można zobaczyć czajki o delikatnym, różowo-siarkowym kolorze, a także miedziane. Kolor czarny, czerwony i żółty powinien być czysty i błyszczący, a niebieski i niebieskopłowy jasny i równomiernie rozłożony; łuskowate zaś z zewnętrznie przebarwionymi lotkami. Białe pasy obowiązkowo powinny być czyste, bez rudego nalotu, możliwie wąskie, o prostej linii, przechodzące równolegle przez całe skrzydła. Białe pasy u niebieskich i niebieskopłowych posiadają delikatne, ciemne obrzeżenie od strony ogona. 
Osobnego omówienia wymagają tzw. czajki ryżowe, głównie hodowane w Łużycach Górnych. Ich polska nazwa nie jest przekładem niemieckiej, ale dobrze opisuje te gołębie. Występują one jedynie w dwóch kolorach: czerwonym i żółtym. Właściwie czajki ryżowe mają tarcze grochowe. Plamy powinny być możliwie duże, przeto jaśniejsze końce piór małe, dlatego skrzydła czajek łużycko-saksońskich wyglądają, jakby zostały posypane ryżem. Pigment na lotkach występuje jedynie wzdłuż stosiny, co sprawia, że przy złożonych skrzydłach lotki są jasne. Także łapcie są jasne, lecz nie mogą być białe. Górna część dzioba jest ciemna lub jasnorogowa. 
Populacja czajek ryżowych nie jest zbyt duża i trudno namówić hodowców czajek łużyckich do ich sprzedaży.
Czajki saksońskie jako gołębie barwne, muszą mieć prawidłowy rysunek i kolor. Kolor czarny, czerwony i żółty u czajek z białymi pasami oraz z białymi łuskami na tarczach skrzydeł nie jest tak intensywny i błyszczący, jak u czajek z jednolitymi tarczami na skrzydłach. Ponadto kolor niebieski u samic jest nieco ciemniejszy aniżeli u samców. Prawidłowość ta jest genetycznie uwarunkowana. Młode czajki nie posiadają białych pasów, pokazują się one nieco później, w czasie pierwszego pierzenia. Trzeci pas na skrzydłach czajek jednokolorowych (bez białych łusek) jest dużą wadą.